# Friedrich Holtze
Friedrich Holtze (* 7. August 1855 in Potsdam; † 10. Oktober 1929 in Berlin) war ein deutscher Jurist und Historiker.

## Leben
Friedrich Holtze wuchs in Berlin auf als Sohn des Lehrers am Potsdamer Kadettenhaus, Professors an der Preußischen Hauptkadettenanstalt und späteren Bibliothekars der Preußischen Kriegsakademie Friedrich Wilhelm Holtze. Durch sein Elternhaus hatte er bereits frühen Kontakt zu Mitgliedern des Vereins für die Geschichte der Mark Brandenburg und zu anderen bedeutenden Personen der Berliner und preußischen Politik, Wissenschaft und Kultur. Nach dem Besuch des Gymnasiums zum Grauen Kloster studierte Holtze an der Berliner Universität Jura, 1879 wurde er promoviert.
Während seines Einsatzes als Amtsrichter in Arnswalde war er bereits 1888 als Hilfsrichter am Berliner Kammergericht tätig. 1900 wurde er als Mitglied dieses Gerichtes berufen und später zum Kammergerichtsrat und Geheimen Justizrat ernannt.
Holtze zeichnete sich durch besondere Sachkunde im märkischen Kirchenrecht und in anderen frühen Rechtsvorschriften aus. Er publizierte insbesondere zu Themen der Rechts- und Landesgeschichte und wurde „der Rechtshistoriker Preußens“ genannt. Auch war er Gründungsmitglied, langjähriger Schriftführer und Ehrenmitglied des Vereins für die Geschichte Berlins sowie Mitglied in mehreren weiteren landesgeschichtlichen Gremien.

## Schriften (Auswahl)
- Geschichte des Kammergerichts in Brandenburg-Preußen. 4 Bände. Berlin 1890–1904.
- Geschichte der Befestigung von Berlin. Berlin 1874 (= Schriften des Vereins für die Geschichte Berlins, Heft 10).
- Das Berliner Handelsrecht im 13. und 14. Jahrhundert. Berlin 1880 (= Schriften des Vereins für die Geschichte Berlins, Heft 16).
- Die Berliner Handelsbesteuerung und Handelspolitik im 13. und 14. Jahrhundert. Berlin 1881 (= Schriften des Vereins für die Geschichte Berlins, Heft 19).
- Das Strafverfahren gegen die märkischen Juden im Jahre 1510. Berlin 1884 (= Schriften des Vereins für die Geschichte Berlins, Heft 21).
- Creusings Märkische Fürsten-Chronik. Berlin 1886 (= Schriften des Vereins für die Geschichte Berlins, Heft 23).
- Das juristische Berlin beim Tode des ersten Königs. Berlin 1892 (= Schriften des Vereins für die Geschichte Berlins, Heft 29).
- Das Amt Mühlenhof bis 1600. Berlin 1893 (= Schriften des Vereins für die Geschichte Berlins, Heft 30); zlb.de
- König Christian’s V. Dänisches Gesetz als Vorbild für die Preußische Justizreform 1713. Berlin 1893 (= Schriften des Vereins für die Geschichte Berlins, Heft 30).
- Die Berolinensien des Peter Hafftiz. Berlin 1894 (= Schriften des Vereins für die Geschichte Berlins, Heft 31).
- Lambert Distelmeier, kurbrandenburgischer Kanzler. In: Schriften des Vereins für die Geschichte Berlins, 1895, S. 1–97; zlb.de
- Ein Leichenbegängnis zu Berlin im Jahre 1588. Berlin 1897 (= Schriften des Vereins für die Geschichte Berlins, Heft 33).
- Zur Rechtsgeschichte Berlins. Berlin 1897 (= Schriften des Vereins für die Geschichte Berlins, Heft 33).
- Chronistische Aufzeichnungen eines Berliners von 1704 bis 1758. Berlin 1899 (= Schriften des Vereins für die Geschichte Berlins, Heft 36).
- Die Brandenburgische Konsistorialordnung von 1573 und ihre Kirchenbaupflicht. Berlin 1904 (= Schriften des Vereins für die Geschichte Berlins, Heft 39).
- Berlin und Kopenhagen. Berlin 1905 (= Schriften des Vereins für die Geschichte Berlins, Heft 41).
- 500 Jahre Geschichte des Kammergerichts – Zum 500jährigen Jubelfeste des Gerichtshofes und zur Feier seines Einzuges in das neue Heim am Kleistpark. Berlin 1913 (= Schriften des Vereins für die Geschichte Berlins, Heft 47).